# 山田靖智
山田 靖智（やまだ やすのり）は、日本の脚本家。岐阜県出身。やまだやすのり名義で執筆をこなすこともある。

## 来歴
小山高生主宰の脚本家集団ぶらざあのっぽ（アニメシナリオハウス）OB。1992年の『花の魔法使いマリーベル』第3話「らく書き天国こんにちは」で脚本家デビューを果たした。

## 参加作品

### テレビアニメ
1992年
- 花の魔法使いマリーベル（脚本）

1993年
- カリメロ（脚本）
- 勇者特急マイトガイン（脚本）

1994年
- 勇者警察ジェイデッカー（脚本）

1995年
- スレイヤーズ（脚本）
- 神秘の世界エルハザード（脚本）
- 黄金勇者ゴルドラン（脚本）

1996年
- エルフを狩るモノたち（脚本）
- 勇者指令ダグオン（脚本）
- スレイヤーズNEXT（脚本）

1997年
- スレイヤーズTRY（脚本）
- 吸血姫美夕（脚本）
- エルフを狩るモノたちII（脚本）

1998年
- ロスト・ユニバース（シリーズ構成・脚本）
- ロードス島戦記-英雄騎士伝-（脚本）
- 魔術士オーフェン（脚本）
- まもって守護月天!（脚本）

1999年
- 魔術士オーフェン Revenge（脚本）

2000年
- BOYS BE…（脚本）

2001年
- ちっちゃな雪使いシュガー（シリーズ構成・脚本） ※やまだやすのり名義
- グラップラー刃牙（脚本）

2002年
- 藍より青し（脚本）
- ぷちぷり*ユーシィ（脚本）

2003年
- ダイバージェンス・イヴ（脚本）
- 銀河鉄道物語（脚本）

2004年
- みさきクロニクル〜ダイバージェンス・イヴ〜（脚本）
- 光と水のダフネ（脚本）

2005年
- バジリスク 〜甲賀忍法帖〜（脚本）
- まほらば〜Heartful days（シリーズ構成・脚本）
- こみっくパーティーRevolution（チーフライター・脚本） ※第5話以降
- かりん（シリーズ構成・脚本）
- アニマル横町（脚本）
- エンジェル・ハート（脚本）

2006年
- ラブゲッCHU 〜ミラクル声優白書〜（脚本）
- 妖逆門（脚本）
- つよきす Cool×Sweet（シリーズ構成・脚本）
- 銀河鉄道物語 〜永遠への分岐点〜（シリーズ構成・脚本）
- 奏光のストレイン（脚本）

2007年
- Venus Versus Virus（シリーズ構成・脚本）
- 爆丸バトルブローラーズ（脚本）
- アイドルマスター XENOGLOSSIA（脚本）
- スカイガールズ（脚本）

2008年
- ネットゴーストPIPOPA（シリーズ構成・脚本）
- スレイヤーズREVOLUTION（脚本）
- 夜桜四重奏 〜ヨザクラカルテット〜（脚本）

2009年
- スレイヤーズEVOLUTION-R（脚本）
- ファイト一発! 充電ちゃん!!（シリーズ構成・脚本）

2010年
- れでぃ×ばと!（脚本）
- 爆丸バトルブローラーズ ニューヴェストロイア（脚本）
- もっとTo LOVEる -とらぶる-（シリーズ構成・脚本）
- FORTUNE ARTERIAL 赤い約束（脚本）
- ギャラクシーレーサー スキャン2ゴー（脚本）

2011年
- 爆丸バトルブローラーズ ガンダリアンインベーダーズ（脚本）
- 魔乳秘剣帖（脚本）
- R-15（脚本）
- マケン姫っ!（脚本）

2013年
- 問題児たちが異世界から来るそうですよ?（脚本）
- とある科学の超電磁砲S（脚本）
- 這いよれ! ニャル子さんW（脚本）

2014年
- マケン姫っ!通（脚本）

2015年
- アブソリュート・デュオ（脚本）
- バトルスピリッツ 烈火魂（脚本）
- ターニングメカード（シナリオ）
- 新妹魔王の契約者 BURST（脚本）

2016年
- バトルスピリッツ ダブルドライブ（脚本）
- 双星の陰陽師（脚本）
- 魔装学園H×H（シリーズ構成）

2017年
- 妖怪アパートの幽雅な日常（シリーズ構成・脚本）※やまだやすのり名義
- 僕の彼女がマジメ過ぎるしょびっちな件（脚本）

2018年
- 音楽少女（脚本）

2019年
- 私、能力は平均値でって言ったよね!（脚本）

2020年
- 宇崎ちゃんは遊びたい!（脚本）

2021年
- WIXOSS DIVA(A)LIVE（脚本）

2022年
- おにぱん!（脚本）

2023年
- アリス・ギア・アイギス Expansion（脚本）
- 君のことが大大大大大好きな100人の彼女（シナリオ）

2024年
- 魔法少女にあこがれて（脚本）
- しかのこのこのここしたんたん（脚本）

2025年
- ニートくノ一となぜか同棲はじめました（脚本）
- マジック・メイカー 〜異世界魔法の作り方〜（脚本）
- 神統記（テオゴニア）（脚本）
- ゲーセン少女と異文化交流（シリーズ構成・脚本）
- Summer Pockets（脚本）

### 劇場アニメ
2010年
- ジュノー（脚本）

### OVA
2011年
- デッドマン・ワンダーランド（脚本）

2018年
- 新妹魔王の契約者 DEPARTURES（脚本）

### Webアニメ
2019年
- ガンダムビルドダイバーズRe:RISE（脚本）